# بوب لوري
بوب لوري (بالإنجليزية: Bob Lurie)‏ هو شخصية أعمال أمريكي، ولد في 1929.